# ラドミール・コバセビッチ
ラドミール・コバセビッチ（Radomir Kovačević 1954年3月20日- 2006年6月14日）は、旧ユーゴスラビアの柔道選手。ボスニア・ヘルツェゴビナの第十県出身。階級は95kg超級。身長193cm。100kg。

## 人物
ユーゴスラビアのレスリングジュニア王者だった1971年に、柔道指導者の山本信明に柔道への転向を勧められたことがきっかけで柔道を始めた。1976年モントリオールオリンピックに出場して、重量級で7位となった。その後、東海大学に柔道留学すると、山下泰裕らとともに全日本学生優勝大会で東海大学の初優勝に貢献した。1979年には世界選手権大会の無差別で3位に入った。1980年モスクワオリンピックでは95kg超級で銅メダルを獲得した。1984年ロサンゼルスオリンピックでは5位に終わった。
引退後は20年間ニューヨークで高校教師を務めた。2003年に山下泰裕がIJF教育コーチング理事に就任した際に　山下の4週間の語学研修について自宅にホームスティをさせて英語のレッスンをしたりテレビ局NBCの副社長を紹介したりして山下の滞在をコーディネイトした。
2006年に18か月の闘病の後に故郷・セルビアのベオグラードで死去した。

## 主な戦績
(階級表記のない大会は全て95kg超級での成績)
- 1975年 - 世界選手権　5位
- 1976年 - ヨーロッパ選手権　無差別　3位
- 1976年 - モントリオールオリンピック　7位
- 1979年 - 地中海競技大会　優勝
- 1979年 - 世界選手権　95kg超級　5位　無差別　3位
- 1980年 - モスクワオリンピック　3位
- 1983年 - ハンガリー国際　3位
- 1984年 - ロサンゼルスオリンピック　5位